# Уезды Литвы
Уезды Литвы (лит. Lietuvos apskritys; ед. ч. apskritis) — 10 административных единиц высшего порядка, на которые разделена территория Литвы с 1994 года. С 1 июля 2010 года деление используется в основном для статистических целей.
Уезды образованы из территорий самоуправлений.

## Администрирование
С момента учреждения уездов в 1994 году и до административной реформы 2010 года глав уездов назначало правительство по представлению премьер-министра. С 1994 года должность главы называлась управляющий уездом (лит. apskrities valdytojas), в 1996 название должности было изменено на начальник уезда (лит. apskrities viršininkas). Заместитель начальника уезда назначался премьер-министром по представлению начальника уезда.
В июле 2010 года администрации уездов были ликвидированы. Их функции были переданы самоуправлениям и министерствам.

## Уезды
| №  | Уезд                | Административный центр | Площадь, км² | Население, чел. (2011) | Плотность, чел./км² | Самоуправления |
| -- | ------------------- | ---------------------- | ------------ | ---------------------- | ------------------- | --- |
| 1  | Алитусский уезд     | Алитус                 | 5425 (6)     | 157 766 (7)            | 29,08 (8)           | - самоуправление города Алитус - самоуправление Алитусского района (11 староств) - самоуправление Друскининкайское - самоуправление Лаздийского района (14 староств) - самоуправление Варенского района (8 староств) |
| 2  | Вильнюсский уезд    | Вильнюс                | 9760 (1)     | 810 403 (1)            | 83,03 (1)           | - самоуправление города Вильнюс (21 староство) - самоуправление Вильнюсского района (23 староств) - самоуправление Тракайского района (8 староств; город Тракай) - самоуправление Укмергского района (12 староств; Укмерге) - самоуправление Шальчининкского района (13 староств; города Шальчининкай, Эйшишкес) - самоуправление Швенчёнского района (14 староств; Швенчёнис, Швенчёнеляй, Пабраде) - самоуправление Ширвинтского района (8 староств; город Ширвинтос, 5 местечек, 485 деревни) - самоуправление Электренское (8 староств, города Электренай, Вевис и окрестности) |
| 3  | Каунасский уезд     | Каунас                 | 8060 (3)     | 608 332 (2)            | 75,48 (2)           | - самоуправление города Каунас (10 староств) - самоуправление Бирштонское (город Бирштонас и Бирштонское староство) - самоуправление Йонавского района (8 староств) - самоуправление Кайщядорского района (11 староств) - самоуправление Каунасского района (23 староства) - самоуправление Кедайнского района (12 староств) - самоуправление Пренайского района (10 староств) - самоуправление Расейнского района (12 староств; города Расейняй и Арёгала) |
| 4  | Клайпедский уезд    | Клайпеда               | 5209 (7)     | 339 062 (3)            | 65,09 (3)           | - самоуправление города Клайпеда - самоуправление Клайпедского района (11 староств) - самоуправление Кретингского района (8 староств) - самоуправление Нерингское (2 староства) - самоуправление города Паланга (1 староство) - самоуправление Скуодасского района (9 староств) - самоуправление Шилутского района (11 староств) |
| 5  | Мариямпольский уезд | Мариямполе             | 4463 (8)     | 161 649 (6)            | 36,22 (4)           | - самоуправление Мариямпольское (город Мариямполе, 6 староств) - самоуправление Вилкавишкского района (12 староств) - самоуправление Калварийское (4 староства, включая город Калварию) - самоуправление Казлу-Рудское (4 староства, включая город Казлу-Руда) - самоуправление Шакяйского района (14 староств) |
| 6  | Паневежский уезд    | Паневежис              | 7881 (4)     | 250 390 (5)            | 31,77 (7)           | - самоуправление города Паневежис - самоуправление Биржайского района (8 староств) - самоуправление Купишкского района (6 староств) - самоуправление Паневежского района (11 староства) - самоуправление Пасвальского района (11 староств) - самоуправление Рокишкского района (10 староств) |
| 7  | Таурагский уезд     | Таураге                | 4411 (9)     | 110 059 (10)           | 24,95 (9)           | - самоуправление Пагегское (5 староств) - самоуправление Таурагского района (9 староства) - самоуправление Шилальского района (14 староств) - самоуправление Юрбаркского района (11 староств) |
| 8  | Тельшяйский уезд    | Тельшяй                | 4350 (10)    | 152 078 (8)            | 34,96 (6)           | - самоуправление Ретавское (5 староств) - самоуправление Тяльшяйского района (11 староства) - самоуправление Мажейкяйского района (9 староств) - самоуправление Плунгеского района (11 староств) |
| 9  | Утенский уезд       | Утена                  | 7201 (5)     | 152 004 (9)            | 21,11 (10)          | - самоуправление Аникщяйского района (10 староства) - самоуправление Зарасайского района (10 староств) - самоуправление Игналинского района (12 староств) - самоуправление Молетского района (11 староств) - самоуправление Утенского района (10 староств) - самоуправление Висагинское |
| 10 | Шяуляйский уезд     | Шяуляй                 | 8540 (2)     | 301 686 (4)            | 35,33 (5)           | - самоуправление города Шяуляй - самоуправление Шяуляйского района (10 староства) - самоуправление Акмянского района (6 староств) - самоуправление Ионикшкского района (10 староств) - самоуправление Кельмеского района (11 староств) - самоуправление Пакруойского района (8 староств) - самоуправление Радвилишкского района (14 староств) |
|    | Всего               |                        | 65 300       | 3 043 429              | 46,61               | |